# Szentháromság-templom (Fulnek)

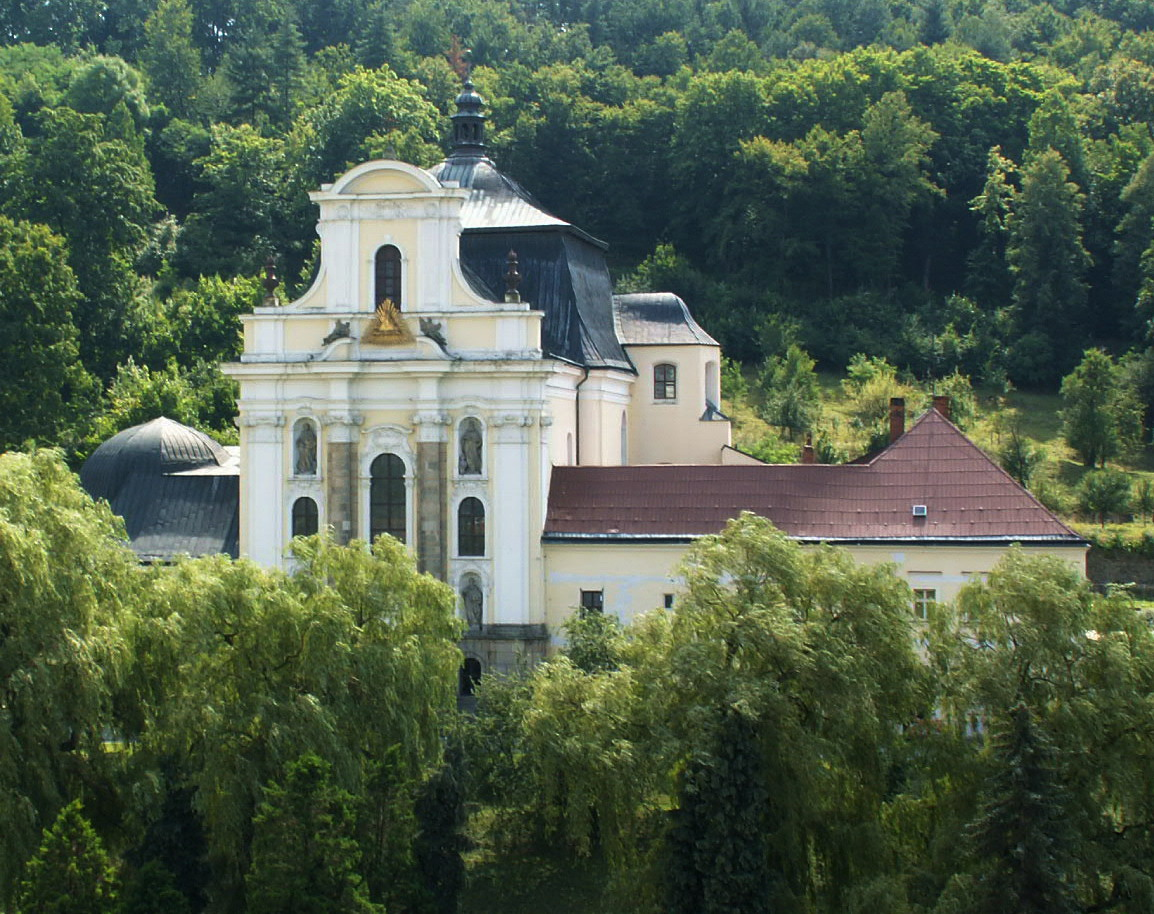
A plébániatemplom és plébániaépület északról

Fulnek római katolikus plébániatemploma, amelyet a Szentháromság tiszteletére szenteltek, a 18. század közepén épült. A templom a kastély után a város legjelentősebb épülete, egyben Északkelet-Morvaország legértékesebb barokk épületei közé tartozik. A jelenlegi templom a korábbi, 13. századi plébániatemplom helyén áll.
A templom megépítése a Segítő Szűzanya csodás kegyképe iránt egyre növekvő tiszteletnek köszönhető. A hagyomány szerint a kép egykor könnyezett, a képnél végzett imádságok hatására csodás gyógyulások történtek.
A templom Nikolaus Thalherr építész munkája. A templombelsőt Joseph Ignatz Sadler mennyezeti festményei, Ignatz Viktorin Raab és Felix Ivo Leicher képei díszítik. Jelentős értéket képvisel a templomi bútorzat is.